# Punta Whymper
La punta Whymper es una cima del macizo de las Grandes Jorasses, que está en la parte septentrional del macizo del Mont Blanc, sobre la línea fronteriza entre Italia y Francia. Recibe su nombre por Edward Whymper, quien hizo el primer ascenso.
La Punta Whymper es la segunda en altura de las Jorasses, solo superada por la punta Walker. Con una prominencia de 40 metros, cumple el requisito topográfico para ser incluida en la lista de las 82 cumbres que superan los 4.000 metros en los Alpes. Se encuentra en la arista oriental de las Grandes Jorasses, entre la punta Croz al oeste y la punta Walker al este. 
La vía normal de ascenso es atravesando la punta Walker y el espolón Whymper. La distancia entre la Punta Walker y la Whymper por la cresta es fácil y se tarda una media hora, aunque hay que tener cuidado con las cornisas. A la Punta Walker puede llegarse desde el refugio Boccalatte (2.804 m, CAI Torino), atravesando el glaciar de las Jorasses. También puede llegarse por vía más directa a través de la Fisura Whymper hasta la Punta.
La Punta Whymper fue la primera de las cimas de las Grandes Jorasses en ser conquistada. La subió por vez primera, el 24 de junio de 1865, Edward Whymper junto con los guías Michel Croz, Christian Almer y Franz Biener. Usaron la que se ha vuelto ruta normal de ascenso y la que siguió la cordada de Walker en el año 1868 para subir a la Punta Walker.
El ascenso a la Punta Whymper por la cara norte la realizaron por vez primera en el año 1964 Walter Bonatti y Michel Vaucher a través del espolón que se vuelve hacia la gran canal que da directamente al norte. Ya antes, en los años treinta, lo intentaron Leo Rittler y Hans Brehm, pero cayeron y los encontraron sobre el hielo al pie de la pared, después de haber superado unos 500 m. La vía de Bonatti y Vaucher es una línea muy directa a la punta Whymper pero extremadamente peligrosa, expuestísima a las caídas de hielo y piedras y con dificultad de VI, VI+ e A1, con tramos helados de 85°.